# Drevo življenja (roman)
Drevo življenja (francosko L'Arbre de vie) je zgodovinski roman francoskega pisatelja Christiana Jacqa, ki je izšel leta 2003. Je prvi v njegovi zbirki Ozirisove skrivnosti.

## Zgodba
V starem Egiptu začne odmirati sveta akacija. Faraon ve, da jo mora rešiti, če ne, propade Egipt. Dobiti mora zlato iz Punta. Veliko vlogo pri tem igra mladi pisar Iker. Pirati so ga hoteli žrtvovati morju, a jim pobegne. Ugotovi, da je njegovo smrt naročil sam faraon. Tako se ga odloči ubiti. Zgodba se zapleta z Ikerjevimi težavami in s skrbmi faraona.